# Nemanema sabulicola
Nemanema sabulicola är en rundmaskart som först beskrevs av Allgen 1939.  Nemanema sabulicola ingår i släktet Nemanema och familjen Oxystominidae. Inga underarter finns listade i Catalogue of Life.